# Luther Reily
Luther Reily (* 17. Oktober 1794 in Myerstown, Lebanon County, Pennsylvania; † 20. Februar 1854 in Harrisburg, Pennsylvania) war ein US-amerikanischer Politiker. Zwischen 1837 und 1839 vertrat er den Bundesstaat Pennsylvania im US-Repräsentantenhaus.

## Werdegang
Luther Reily absolvierte vorbereitende Schulen. Nach einem anschließenden Medizinstudium und seiner Zulassung als Arzt begann er in Harrisburg in diesem Beruf zu arbeiten. Dort bekleidete er auch verschiedene lokale Ämter. Im Jahr 1814 nahm er zeitweise als einfacher Soldat und dann als Arzt am Britisch-Amerikanischen Krieg teil. Danach setzte er seine medizinische Laufbahn fort. Politisch wurde er Mitglied der Demokratischen Partei.
Bei den Kongresswahlen des Jahres 1836 wurde Reily im zehnten Wahlbezirk von Pennsylvania in das US-Repräsentantenhaus in Washington, D.C. gewählt, wo er am 4. März 1837 die Nachfolge von William Clark antrat. Bis zum 3. März 1839 konnte er eine Legislaturperiode im Kongress absolvieren. Nach seiner Zeit im US-Repräsentantenhaus praktizierte Reily wieder als Arzt. Er starb am 20. Februar 1854 in Harrisburg, wo er auch beigesetzt wurde.